# 934 v.Chr.
Het jaar 934 v.Chr. is een jaartal volgens de christelijke jaartelling.

## Gebeurtenissen

### China
- Koning Zhou yi wang regeert over de Zhou-dynastie.

### Egypte
- Farao Sjosjenq I benoemt familieleden voor het priesterschap van Amon.